# 上海共同租界工部局庁舎

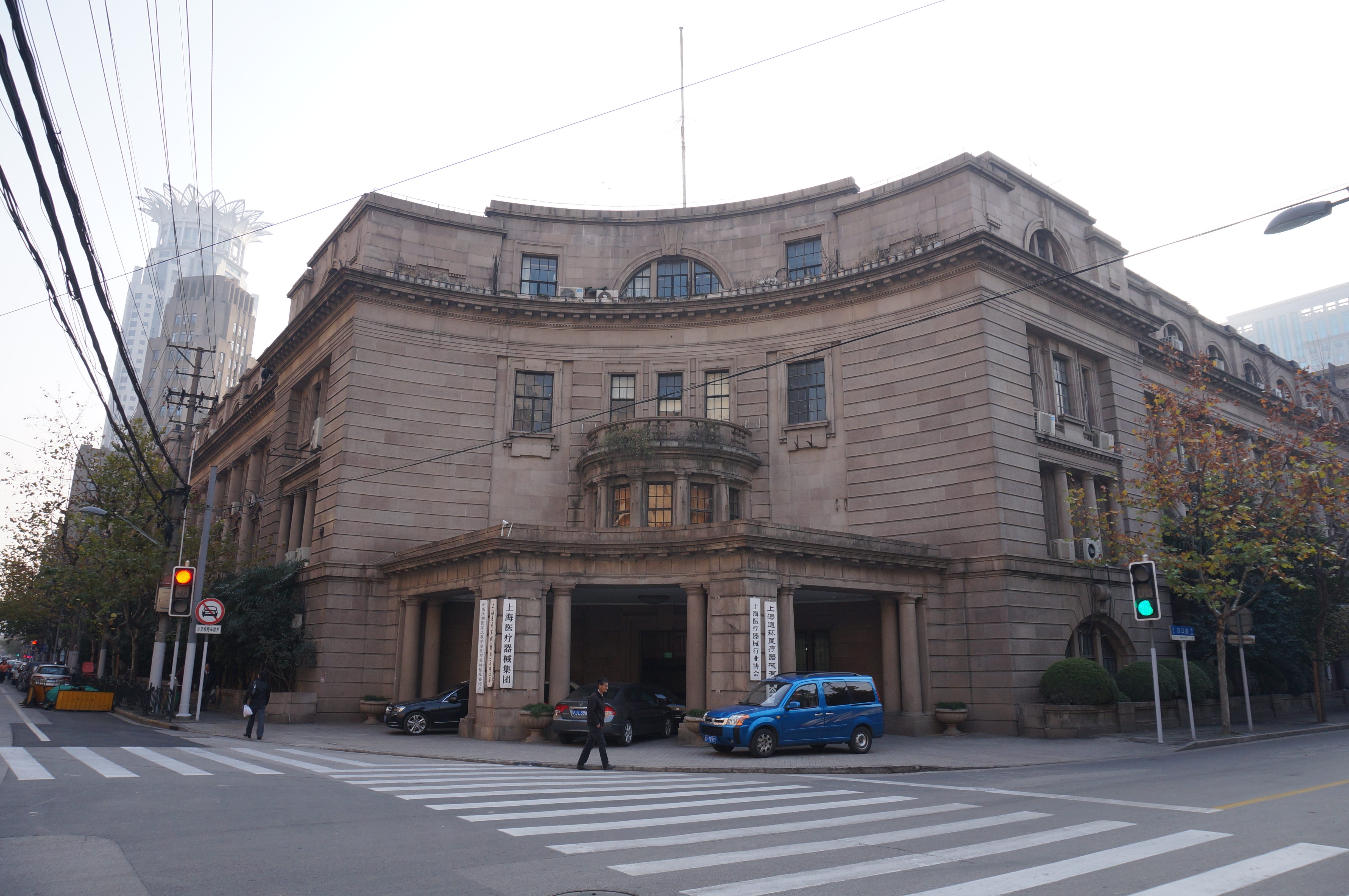
正門

上海共同租界工部局庁舎（シャンハイきょうどうそかいこうぶきょくちょうしゃ）は、上海市江西中路215号、209号、漢口路193号にある建築である。上海共同租界の最高行政機構である工部局のオフィスだった。この建築は1922年に竣工した。共同租界が中国に返還されたのち、中華民国上海特別市庁舎、および中華人民共和国上海市庁舎として使用されたため、旧市府庁舎（老市府大楼）とも呼ばれた。工部局ビルは2014年からリニュアル工事に入り、2024年に竣工した。